# André Plourde
Pour les articles homonymes, voir Plourde.
André Plourde (né le 12 janvier 1937) est un homme d'affaires, industriel et homme politique fédéral du Québec.

## Biographie

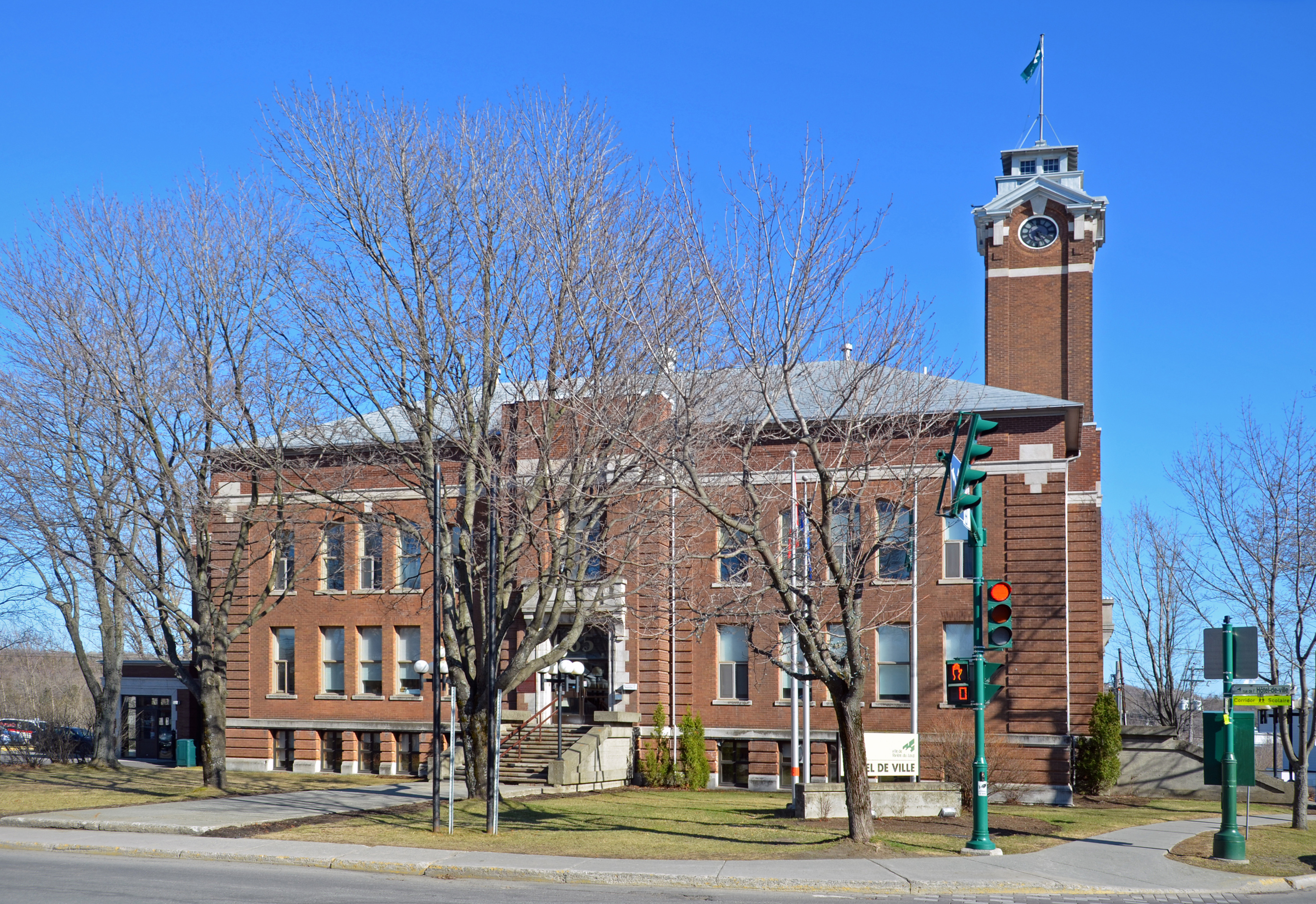
Hôtel de ville de Rivière-du-Loup.

Né à Rivière-du-Loup dans le Bas-Saint-Laurent, il devint député de la circonscription fédérale de Kamouraska—Rivière-du-Loup en 1984 sous la bannière du Parti progressiste-conservateur du Canada. Réélu en 1988, élection disputé contre le candidat et futur ministre libéral Pierre Pettigrew, il fut défait en 1993 et dans Kamouraska—Rivière-du-Loup—Témiscouata—Les Basques en 1997 toutes deux par le bloquiste Paul Crête.
Durant son passage à la Chambre des communes, il est secrétaire parlementaire du ministre de l'Industrie, des Sciences et de la Technologie de 1990 à 1991, du ministre du Commerce extérieur de 1991 à 1993, du ministre de l'Emploi et de l'Immigration et du ministre de l'Emploi en 1993.